# Acacia microsperma
Acacia microsperma é uma espécie de leguminosa do gênero Acacia, pertencente à família Fabaceae.